# قزل-یولدوز (شهرستان ایشیمبایسکی، باشقیرستان)
قزل-یولدوز (انگلیسی: Kyzyl-Yulduz, Ishimbaysky District, Republic of Bashkortostan) یک شهرک در شهرستان ایشیمبایسکی استان باشقیرستان کشور روسیه است.